# XIX millennio a.C.
Il XIX millennio a.C. inizia il 1º gennaio dell'anno 19000 a.C. e termina il 31 dicembre dell'anno 18001 a.C. incluso.

## Avvenimenti
- Europa: Temperature minime per la glaciazione Würm

## Invenzioni, scoperte, innovazioni
- Spagna, Francia: Tecnica litica Solutreana - (fino a circa 16000 a.C.) Caratterizzata dalla tecnica di scheggiatura a pressione, che consente di ottenere manufatti di grande raffinatezza. Viene utilizzato anche l'osso (aghi) e il corno. Compaiono i primi esempi di arte rupestre (pitture nelle caverne).